# Маркетинговий характер
Маркетинговий характер або маркетинговий персонаж (нім. Marketing-Charakter) — це тип соціального характеру, описаний Еріхом Фроммом у другій половині 20 ст., що характеризується бажанням досягти злагоди у громадській думці або поточній моді через дотримання відповідних норм, таким чином встановивши власну самоцінність тим, що така особа може мати значущість в очах навколишнього соціального середовища.
Самореалізація зазначеної особи залежить від того, щоб запропонувати себе як товар на кадровому ринку і досягти попиту. Обмежена здатність до зв'язування, а також пристосовництво аж до байдужості та свавілля — риси характеру людини, яка відповідає цій маркетинговій структурі. Подальшим розвитком цього типу персонажа є постмодерністський характер та історичний характер.
Опис, схожий на маркетинговий характер, був представлений Девідом Рісманом у його типі зовнішньо спрямованого характеру.